# Грудень 2001
Грудень 2001 — дванадцятий, останній місяць 2001 року, що розпочався у суботу 1 грудня та закінчився у понеділок 31 грудня.

## Щоденні події

### Субота, 1 грудня 2001 р.
- Тайбей/Тайвань : На парламентських виборах у Тайвані Демократична прогресивна партія президента Чень Шуйбяня, обрана минулого року, отримала частку голосів, але партії, які опозиційно ставляться до уряду, зберегли незначну більшість

.

### Неділя, 2 грудня 2001 р.
- Берн/Швейцарія: лише 20% тих, хто має право голосу, підтримують скасування швейцарської армії на референдумі. Це була друга ініціатива групи щодо скасування смертної кари для Швейцарії без армії.

.
- Х'юстон/Сполучені Штати: одна з найбільших енергетичних компаній США, Enron, подає заяву про банкрутство. Ходять чутки про масове бухгалтерське шахрайство та інсайдерську торгівлю. Близько 20 тисяч працівників втратять роботу.

.

### Вівторок, 4 грудня 2001 р.
- Бонн/Німеччина: У Петерсберзькому процесі політики з Афганістану погоджуються створити тимчасовий уряд для своєї рідної країни, якою керує рух Талібан і наразі виявився нижчим у військовому плані перед альянсом НАТО. Метою нового уряду на чолі з Хамідом Карзаєм є демократизація Афганістану.

.

### Середа, 5 грудня 2001 р.
- Мапуту/Мозамбік: Хоакім Альберто Чіссано, президент Фронту визволення Мозамбіку, який перебуває на посаді з 1986 року, перемагає з приблизно 52% голосів у другому турі президентських виборів проти Афонсо Длакама з партії Національного опору Мозамбіку.

.
- Шрі-Джаяварденепура/Шрі-Ланка: На парламентських виборах опозиційна партійна коаліція Єдиного національного фронту набрала значно більше голосів, ніж на останніх виборах, але не набрала абсолютної більшості. Народний альянс, як найсильніша сила попередньої правлячої коаліції, втратив майже 8 процентних пунктів у голосуванні та отримав друге місце за кількістю голосів із хорошими 37%.

.

### Субота, 8 грудня 2001 р.
- Брюссель/Бельгія: прийнято план дій ЄС-Японія. Він передбачає поглиблення економічних відносин, співпрацю у сфері політики безпеки та розширення культурного обміну.

.
- Обергаузен/Німеччина: український боксер Віталій Кличко виграв свій бій проти Росса П'юрітті зі Сполучених Штатів технічним нокаутом і тепер вважається претендентом на титул чемпіона світу за версією WBC у важкій вазі. У 1998 році Purity завдав брату Віталія Володимиру першу поразку в професійній кар'єрі.

.

### Вівторок, 11 грудня 2001 р.
- Женева/Швейцарія: Китайська Народна Республіка, яка була в основному ізольованою від світової економіки до середини 1980-х років, приєднується до Світової організації торгівлі (СОТ). Роблячи це, вона приймає i.a. Генеральна угода про торгівлю послугами та Угода про торговельні аспекти прав інтелектуальної власності

.

### Четвер, 13 грудня 2001 р.
- Нью-Делі/Індія: терористична атака ісламіста Джаіш-і Мохаммеда на парламент Індії забрала життя 14 осіб, у тому числі 5 терористів[10].

### П'ятниця, 14 грудня 2001 р.
- Берлін/Німеччина: Закон про поетапну відмову від ядерної зброї пройшов Бундестаг, і, здається, було забезпечено необхідне схвалення Бундесрату через партійну приналежність

.
- Центральна Америка: під час кільцевого затемнення сонце частково закрите місяцем приблизно на три хвилини, якщо це видно з Коста-Ріки та Нікарагуа

.
- Нью-Йорк/Сполучені Штати: Всесвітній економічний форум збирається і, незважаючи на заборону демонстрацій, відбуваються протести. Водночас у Порту-Алегрі, Бразилія, проходить контрподія – Всесвітній соціальний форум.
- Париж/Франція: Стартові набори євро з монетами номіналом 15,25 євро можна придбати у Франції та Монако за еквівалент 100 французьких франків, але їх можна використовувати в магазинах лише з 1 січня 2002 року

.
- Вісбаден/Німеччина: “11. Вересень» як фраза для терористичних атак у Сполучених Штатах є словом року в Німеччині за версією Товариства німецької мови[14].

### Субота, 15 грудня 2001 р.
- Відень/Австрія: Монетний двір Австрії вперше вводить в обіг готівку євро. Його можна придбати як стартовий пакет за 200,00 шилінгів. На реверсі монет індивідуальне тиснення Австрійської Республіки[15].

### Неділя, 16 грудня 2001 р.
- Меран/Італія: Росія стала чемпіоном світу з гандболу, обігравши Норвегію 30:25 у фіналі 15-го Чемпіонату  світу з футболу серед жінок[16].
- Сантьяго/Чилі: Відбулися парламентські вибори.
- Сан-Грегоріо-Маньо/Італія: пожежа в психіатричному будинку престарілих забрала життя 19 людей[17].

### Понеділок, 17 грудня 2001 р.
- Франкфурт-на-Майні/Німеччина: Від імені Європейського центрального банку випускаються перші стартові набори готівки в євро номінальною вартістю 10,23 євро з національними реверсами, схваленими федеральним урядом Німеччини. Ті, хто бажає купити, можуть придбати сумку за 20,00 німецьких марок[18].

### Четвер, 20 грудня 2001 р.
- Берлін/Німеччина: Бундесрат погоджується скоротити базову військову службу в Бундесвері з десяти до дев'яти місяців. Це остаточно вирішило скоротити примусову службу[19].

### П'ятниця, 21 грудня 2001 р.
- Буенос-Айрес/Аргентина: криза в країні зараз впливає на найвищу політичну посаду в країні. Президент Фернандо де ла Руа йде у відставку[20].

### Субота, 22 грудня 2001 р.
- Берлін/Німеччина: Бундестаг значною більшістю голосів схвалює розгортання німецьких збройних сил в Афганістані для виконання резолюції 1386 Ради Безпеки ООН.
- Коледж Стейшн/Сполучені Штати: вперше народився клонований кіт. 82 клонованих ембріона померли до народження[21].
- Париж/Франція: ісламістський терорист Річард Рейд намагався розбити рейс 63 American Airlines за допомогою черевика-бомби. Двоє бортпровідників і пасажири змогли перешкодити йому підірвати бомбу[22].

### Неділя, 23 грудня 2001 р.
- Мороні/Коморські острови: на референдумі населення, яке має право голосу, приймає нову конституцію.

### Четвер, 27 грудня 2001 р.
- Лусака/Замбія: на паралельних виборах президента та національних зборів Леві Мванаваса досяг успіху, набравши лише 29,15% голосів. Його партія, Рух за багатопартійну демократію (MMD), отримує відносну більшість у Національних зборах. Спостерігачі кажуть, що вибори були проведені неналежним чином і не були ані чесними, ані прозорими.

### Субота, 29 грудня 2001 р.
- Ліма/Перу: ланцюгова реакція феєрверків спричинила велику пожежу в торговому центрі Mesa Redonda в столиці Перу. Внаслідок пожеж загинула 291 людина, 134 отримали поранення[23].

### Понеділок, 31 грудня 2001 р.
- Редмонд/Сполучені Штати: Через 16 років розробник програмного забезпечення Microsoft припиняє підтримку версій 1.0x інтерфейсу користувача Windows, який є основою для всіх наступних версій однойменної операційної системи.
- Рига/Латвія, Таллінн/Естонія: Моніторинг ОБСЄ ситуації меншин у країнах Балтії, який проводився з 1993 року, втрачає свою відповідальність із початком переговорів про вступ двох держав до Європейського Союзу. Під час сьогоднішньої місії їх співробітники кілька разів виявляли, що захист меншин в Естонії та Латвії є достатнім.